# Adam Kiciński (przedsiębiorca)
Adam Michał Kiciński (ur. 18 września 1969) – polski przedsiębiorca.

## Życiorys
Ukończył studia na Wydziale Fizyki Uniwersytetu Warszawskiego bez uzyskania dyplomu. Od 1994 związany z CD Projektem. W latach 1995–1999 tworzył i kierował siecią sklepów firmowych CD Projekt. Od 1999 do 2004 był dyrektorem handlowym spółki. Od 2004 współkierował, a od 2006 kierował pracami CD Projekt Red – nowej spółki z grupy odpowiedzialnej za stworzenie Wiedźmina, którego pierwsza część miała premierę na jesieni 2007 roku. W 2009 roku był kreatorem i liderem transakcji połączenia z notowanym na giełdzie Optimusem. Następnie wszedł do zarządu spółki, a jesienią 2010 roku stanął na jej czele.

## Życie prywatne
Brat Michała, współzałożyciela przedsiębiorstwa CD Projekt.

## Odznaczenia i wyróżnienia
- laureat nagrody Polskiej Rady Biznesu im. Jana Wejcherta w kategorii „Wizja i Innowacje” (2012)[4],
- laureat nagrody Kisiela (2015)[5].